# Queiroás da Igrexa
Queiroás da Igrexa o Queiroás de Igrexa es un lugar situado en la parroquia de Queiroás, del concello de Allariz, en la provincia de Orense, Galicia, España.